# Markuskirche (Karlsruhe)

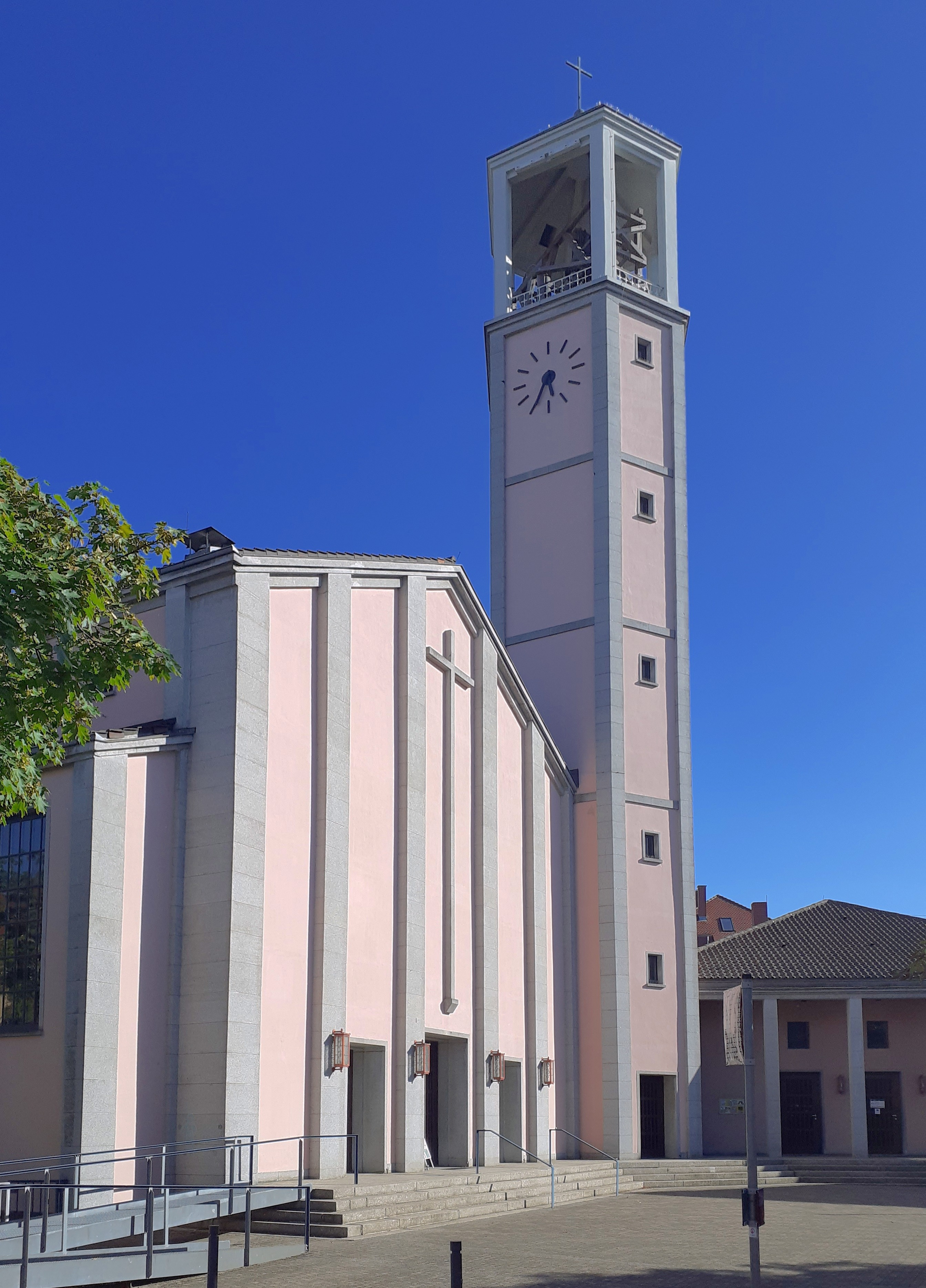
Die Markuskirche am Yorckplatz

Die Markuskirche ist ein von Otto Bartning 1934/35 errichtetes evangelisches Kirchengebäude am Yorckplatz in der Karlsruher Weststadt. Sie gehört zum Kirchenbezirk Karlsruhe im Kirchenkreis Nordbaden der Evangelischen Landeskirche in Baden. Gemeinsam mit dem Gemeindehaus ist sie als Kulturdenkmal ausgewiesen.

## Geschichte
Die 1905 für das nordwestliche Stadtgebiet von Karlsruhe gegründete Kirchengemeinde hatte bereits 1908 das Baugrundstück erworben, doch verhinderten Erster Weltkrieg und die nachfolgende Weltwirtschaftskrise den Bau. Aus dem 1933 ausgeschriebenen Architekturwettbewerb für den Bau einer Kirche ging das Projekt des aus Karlsruhe gebürtigen Otto Bartning siegreich hervor. Im März 1934 konnte der Bau begonnen werden, die Einweihung fand am 6. Oktober 1935 statt. Bis 1965 diente die Markuskirche gleichzeitig auch der benachbarten Lukasgemeinde.

## Architektur

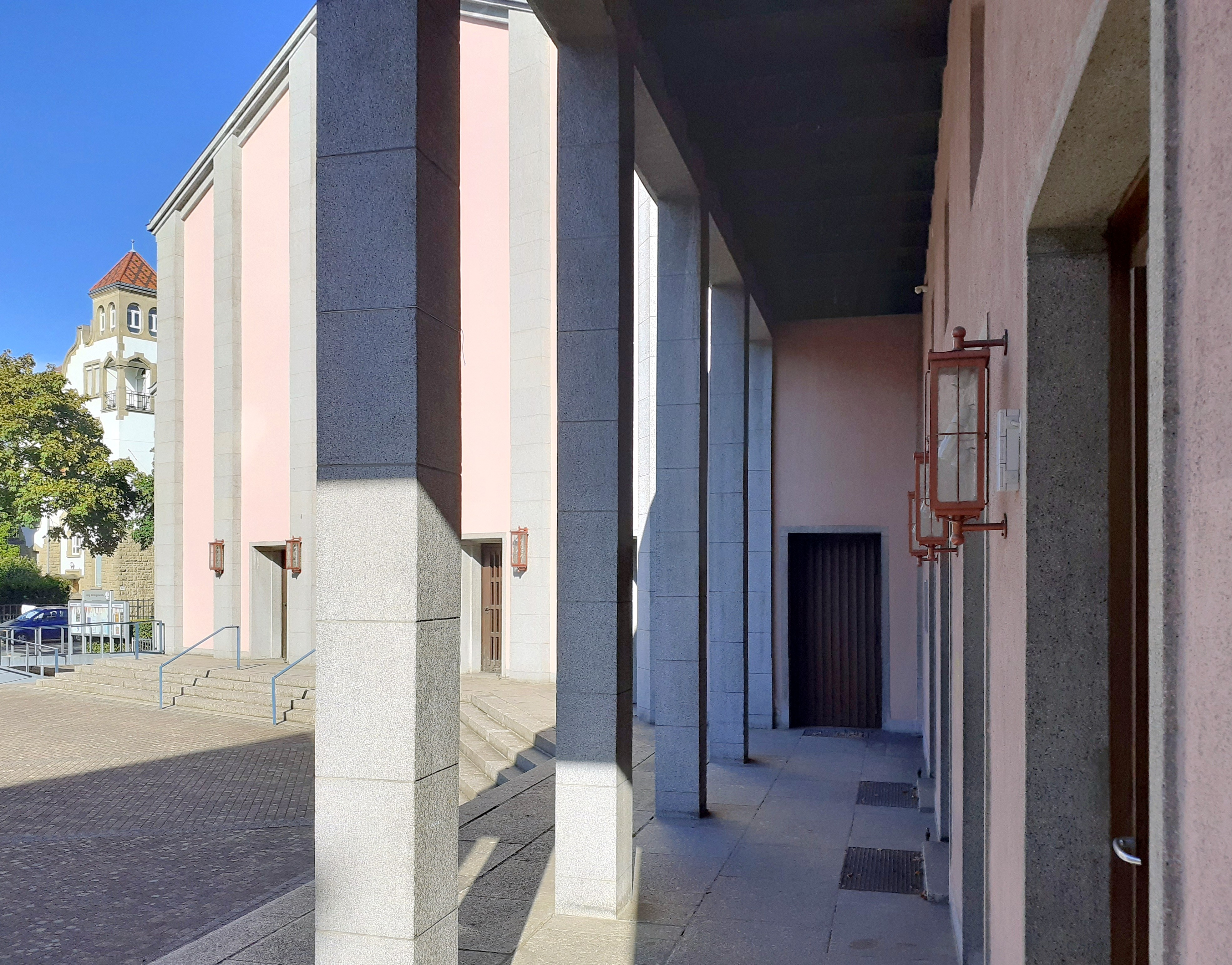
Säulenhalle vor dem Gemeindehaus

Der von Bartning entworfene Kirchenbau bildet zusammen mit dem anschließenden Gemeindehaus eine bauliche Einheit, wobei der hexagonale Glockenturm als Gelenk zwischen beiden fungiert. Das Bauwerk wurde als Stahlskelettbau mit Ausfachungen erstellt, wobei das Trägergerüst mit Werkstein ummantelt wurde.
Der Grundriss der Kirche besteht aus einem einfachen Rechteck mit angeschlossenem Halbkreis, wobei keine Differenzierung in Gemeindebereich und Chor erfolgt. Der Innenraum ist der einer Saalkirche, die durch eine Folge fast raumhoher steiler Anräume zwischen den Stützen im Sinne einer Wandpfeilerkirche gestaltet ist. Durch die kulissenartige Verwendung von Mauerscheiben als Trennungen dieser Anräume werden die zurückversetzten Fenster dem Blick entzogen, was im Sinne Bartnings „dem Raum eine natürliche Feierlichkeit“ gebe und „ein einfaches Mittel sakraler Wirkung“ darstelle. Als Deckenkonstruktion wählte Bartning ein System aus flachgeneigten und paarweise verbundenen, im Chorrund radial zusammengeführten Leimbindern, die sich gegenseitig in der Raummitte stützen und die sichtbare Lattung des Dachs tragen.
Eine entscheidende Voraussetzung besaß die Markuskirche in konstruktiver Hinsicht in der Stahlkirche, die Bartning 1928 für die Internationale Presseausstellung Köln (Pressa)  geschaffen hatte. Hier formulierte Bartning erstmals auch den für sein liturgisches Konzept entscheidenden Gedanken, die Kanzel entgegen kirchlichen Vorstellungen in der Raumachse noch vor dem Altar zu positionieren und damit zum Hauptgegenstand des auf die Predigt konzentrierten Gottesdienstes zu machen.

## Ausstattung
Mit der künstlerischen Ausstattung der Markuskirche wurden Karlsruher Künstler beauftragt. Die beiden in Majolika-Technik erstellten Wandbilder Der verlorene Sohn (Lk 15,11–32 ) und Der barmherzige Samariter (Lk 10,25–37 ) in der Vorhalle der Kirche schuf der Karlsruher Bildhauer Otto Schneider. Von Carl Egler stammen die Opferstöcke, die das Gleichnis vom „Scherflein der Witwe“ (Mk 12,41–45 ) thematisieren. Den steinernen Tischaltar mit den Darstellungen der Evangelistensymbole für Markus und Lukas schuf Karl Dietrich.
Die fünf Felder der Altarwand, deren Goldbuchstaben in den „Vereinigten Werkstätten für Mosaik und Glasmalerei Puhl & Wagner“ aus Berlin-Treptow hergestellt sind, tragen Zitate aus den vier Evangelien und der Offenbarung des Johannes, die als transparente schmiedeeiserne Arbeit hergestellte Kanzel trägt den umlaufenden Schriftzug „Ich bin der Weg, die Wahrheit und das Leben“ (Joh 14,6 ).
Auf der Empore steht die 1935 von der Firma G. F. Steinmeyer & Co. in Oettingen erbaute Orgel mit 43 Registern auf drei Manualen und Pedal. Der  zeittypische Freipfeifenprospekt wurde von Bartning, dem Architekten der Kirche entworfen.
Im Kirchturm hängt ein vierstimmiges Glockengeläut mit folgenden Daten:
| Glocke | Gewicht | Gussjahr | Gießer           | Schlagton | Inschrift                                                |
| ------ | ------- | -------- | ---------------- | --------- | -------------------------------------------------------- |
| 1      | 1330 kg | 1952     | Gebrüder Bachert | dis′      | Jesus Christus herrscht als König                        |
| 2      | 310 kg  | 1952     | Gebrüder Bachert | fis′      | Amen, das ist: werde wahr. Stärkt unsern Glaube immerdar |
| 3      | 310 kg  | –        | –                | gis′      | O Land, Land, Land, höre des Herrn Wort.                 |
| 4      | 310 kg  | 1952     | Gebrüder Bachert | h′        | Wer da glaubet und getauft wird, der wird selig          |